# 齊藤栄吉
齊藤 栄吉（さいとう えいきち、1955年9月4日 - 2020年5月19日）は日本の実業家。富山銀行代表取締役頭取として、2015年に同行の東証一部上場を果たし、同年藍綬褒章受章。

## 来歴・人物
富山県福光町（現南砺市）でのちに福光信用金庫理事長を務めた齊藤舜治の子として生まれる。富山県立高岡高等学校を経て、1978年に一橋大学商学部を卒業し、日本銀行入行。1985年イェール大学大学院修士課程修了。
日本銀行では、香港駐在を経て、国際局参事役、業務局参事役、鹿児島支店長、国際局審議役、発券局長等を務めた。鹿児島支店長時代には、同支店の広報のため、ホームページを開設させたほか、2001年4月から半年間鹿児島国際大学非常勤講師として、金融論の講義を担当するなどした。
2008年に、次期頭取含みで富山銀行副頭取に就任。業務運営を改善する専門委員会の委員長としてコスト削減をすすめ、ビデオ会議など情報技術による店舗業務の効率化、新卒採用数抑制などの方針を決めた。
2009年、高柳卓三の後任として富山銀行頭取に昇格。高柳氏も元日銀であった為、2代続けて日本銀行出身者の頭取となった。世界金融危機などによる景気悪化の中、経営にあたった。2013年から高岡商工会議所副会頭。富山県経営者協会監事。2015年東京証券取引所市場第一部に上場を果たし、同年藍綬褒章受章。日本銀行によるマイナス金利政策が続く中、金沢市に初の県外営業拠点を設置するなどして保険や投資信託の販売強化を行い、2018年には過去最高益を達成した。2019年には高岡駅前に本店を新設。全行員にスマートフォンを配布するなどして業務効率の向上に取り組んだ。
前日まで元気であったが、2020年5月19日早朝に自宅で死去しているのが家族に発見された。64歳没。

## 略歴
- 1955年9月 富山県西砺波郡福光町（現南砺市福光）出身。
- 1974年3月 富山県立高岡高等学校 卒業。
- 1978年3月 一橋大学商学部 卒業。
- 1978年4月 日本銀行 入行。
- 1985年6月 イェール大学経済学部大学院修士課程 修了。
- 1992年11月 日本銀行 経営管理局調査役。
- 1996年5月 日本銀行 業務局総務課長。
- 2000年9月 日本銀行 鹿児島支店長。
- 2004年7月 日本銀行 国際局審議役。
- 2005年2月 日本銀行 発券局長。
- 2008年4月 日本銀行 総務人事局付。
- 2008年5月 株式会社富山銀行 常勤顧問。
- 2008年6月 株式会社富山銀行 代表取締役副頭取。
- 2009年6月 株式会社富山銀行 代表取締役頭取。
- 2013年11月 高岡商工会議所 副会頭。
- 2020年5月 死去、享年64歳。